# Roland Van Goethem
Roland Van Goethem, né le 21 janvier 1947 à Malines, est un homme politique belge flamand, membre du Vlaams Belang.
Il est diplômé en comptabilité.

## Fonctions politiques
- conseiller communal à Vilvorde (1995-)
- membre du conseil de police à Vilvorde (2001-)
- député au Parlement flamand :
  - du 6 juillet 1999 au 7 juin 2009